# Filipén
Filipén románul: Filipeni, település és községközpont Romániában, Moldvában, Bákó megyében.  8 falu tartozik hozzá: Bălaia, Brad, Filipeni, Fruntești, Mărăști, Pădureni, Slobozia és Valea Boțului.

## Fekvése
Bákótól keletre, Brad és Fruntești közt fekvő település.

## Története
A 2011-es népszámláláskor 2286 lakosa volt, melynek 94,96%-a román, a többi egyéb nemzetiségű volt, ebből 93,83% görögkeleti ortodox volt.